# ليزا هاردينغ
ليزا هاردينغ (Lisa Harding) كاتبة وممثلة وكاتبة مسرحية أيرلندية يمتد عملها إلى الروايات الخيالية والمسرحيات والمختارات والمجلات. تعتبر صوتًا مهمًا في الأدب الأيرلندي المعاصر، حيث تساهم أعمالها في المناقشات حول القضايا الاجتماعية. تجذب رواياتها القراء بقصص مقنعة بينما تحفزهم على التفكير في حياة أولئك الذين يعيشون على هامش المجتمع.

## النشأة والتعليم
نشأت هاردينغ في دبلن، أيرلندا، حيث عملت في البداية في التمثيل قبل التركيز على الكتابة. أكملت درجة الماجستير في الكتابة الإبداعية من كلية ترينيتي في دبلن في عام 2014، مما يمثل بداية انتقالها من التمثيل إلى الكتابة.

## حياة مهنية

### التمثيل
قبل الشروع في مهنة الكتابة، كانت هاردينغ ممثلة بارعة، حيث ظهرت في العديد من العروض المسرحية والبرامج التلفزيونية والأفلام في أيرلندا والمملكة المتحدة. لقد أثرت خلفيتها التمثيلية على كتاباتها، وهو ما يتضح في توصيفاتها الحية وفهمها العميق للمشاعر والدوافع الإنسانية.

### مهنة الكتابة
جاء الظهور الأدبي الأول لهاردينغ مع رواية "الحصاد" (Harvesting) في عام 2017، والتي نالت استحسان النقاد لاستكشافها للاتجار بالبشر والدعارة القسرية. تتبع الرواية حياة فتاتين صغيرتين، إحداهما إيرلندية والأخرى مولدوفيه، وتقدم نظرة عاطفية على استغلالهما. فازت رواية "Harvesting" بجائزة كيت أوبراين لعام 2018 وتم إدراجها في القائمة المختصرة لجائزة الكتاب الأيرلندي وجائزة رواية العام الأيرلندية لمجموعة كيري.
روايتها الثانية (Bright Burning Things)، التي نُشرت عام 2021، تتناول موضوعات الإدمان والأمومة والفداء. يتم سرد القصة من خلال سونيا، وهي ممثلة تكافح من إدمان الكحول وتحديات تربية ابنها. أشاد النقاد بالكتاب لتصويره الخام للإدمان وتأثيره على ديناميكيات الأسرة.
يتميز عمل هاردينغ بعمقه العاطفي وشخصياته المعقدة واستكشافه لمواضيع صعبة مثل الإدمان والاستغلال والفداء. تساهم خلفيتها في التمثيل في تصويرها الحي وصوتها السردي المكثف.

## الجوائز والتقدير
| سنة  | النشر | جائزة                                 | نتيجة            | المرجع |
| ---- | ----- | ------------------------------------- | ---------------- | ------ |
| 2018 | حصاد  | جائزة كيت أوبراين                     | فوز              | [ 18 ] |
| 2018 | حصاد  | جوائز الكتاب الأيرلندية               | القائمة المختصرة | [ 19 ] |
| 2018 | حصاد  | رواية كيري جروب الأيرلندية لهذا العام | القائمة المختصرة | [ 20 ] |